# Phyllonorycter parisiella
Phyllonorycter parisiella is een vlinder uit de familie mineermotten (Gracillariidae). De wetenschappelijke naam is voor het eerst geldig gepubliceerd in 1848 door Wocke.
De soort komt voor in Europa.